# Comité de rugby de Mayotte
Le Comité de rugby de Mayotte est un organe fédéral dépendant de la Fédération française de rugby et chargé d'organiser les compétitions de rugby à XV et à sept à Mayotte.

## Histoire
À la fin des années 1980, les Mahorais découvrent le rugby, importé par les légionnaires, se jouant avec un ballon à la forme ovale et différent de tout ce qu'ils ont pu voir auparavant. Du stade du Baobab, la pratique du rugby s'étend à d'autres villages : Labattoir, Vahibé, Iloni... Ses promoteurs parviennent à l'intégrer dans les écoles et procèdent, avec des élèves de CM2, aux premières initiations de rugby en cours d'EPS.
En janvier 1991, les rugbymen de Mayotte s'organisent et crée le Comité régional de rugby de Mayotte. Guy Figarède en est son premier président.
En 2007, invité à participer aux qualifications de la Coupe d'Afrique de rugby à XV, la sélection de Mayotte bat le Rwanda, 58 à 0. La première et unique victoire internationale pour le rugby mahorais.
En termes de licenciés, le rugby reste la cinquième discipline des sports collectifs à Mayotte, derrière le football, le handball, le basket-ball et le volley-ball.

## Structures

### Identité visuelle

Logo du comité abandonné en 2018.
Logo du comité de 2018 à 2020.
Logo du comité depuis 2020.

### Liste des présidents
- 1991-1994 : Guy Figarède
- 1994-1998 : Jean-Pierre Escosier
- 1998-2002 : Gérard Herbecq
- 2002-2020 : Sébastien Rière
- Depuis le 5 décembre 2020 : Eric Landmann

### Élections du comité directeur
En 2002, Sébastien Rière succède à Gérard Herbecq à la tête du Comité territorial de rugby de Mayotte. De 2016 à 2020, il est membre du comité directeur de la Fédération française de rugby et vice-président de la FFR chargé de l'Outremer.
Le 5 décembre 2020, Eric Landmann est élu président du comité. Il est réélu le 1er novembre 2024.

### Organigramme
| Comité directeur          | Administration |
| ------------------------- | --- |
| Président : Eric Landmann | Directeur technique des Outre-mer : Frédéric Pomarel Conseiller technique de ligue Indien Mayotte – Réunion : Steve Nardon |

## Palmarès régional
- Champions de Mayotte de rugby à XV :

| Année | Champion                        |
| ----- | ------------------------------- |
| 2000  | Rugby club Mamoudzou            |
| 2001  | Rugby club Mamoudzou            |
| 2002  | Rugby club Mamoudzou            |
| 2003  | Rugby club Mamoudzou            |
| 2004  | Rugby club Mamoudzou            |
| 2005  | Rugby club Mamoudzou            |
| 2006  | Rugby club Mamoudzou            |
| 2007  | Rugby club Mamoudzou            |
| 2008  | Rugby club Mamoudzou            |
| 2009  | Rugby club Mamoudzou            |
| 2010  | Racing club Petite Terre        |
| 2011  | Rugby club Mamoudzou            |
| 2012  | Rugby club Mamoudzou            |
| 2013  | Rugby club Mamoudzou            |
| 2014  | Despérados rugby Club M'tsapéré |
| 2015  | Rugby club Mamoudzou            |
| 2016  | Racing club Petite Terre        |
| 2017  | Rugby club Mamoudzou            |